# Baltia shawii
Baltia shawii är en fjärilsart som först beskrevs av Bates 1873.  Baltia shawii ingår i släktet Baltia och familjen vitfjärilar. Inga underarter finns listade i Catalogue of Life.

## Bildgalleri

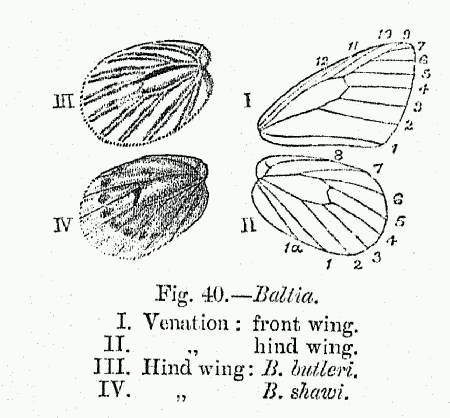